# Nissan Pulsar (Europe)
La Nissan Pulsar est une automobile compacte produite par le constructeur japonais Nissan de 2015 à 2018 en Europe, qui succède à la Nissan Almera. Il s'agit de la huitième génération de cette compacte depuis 1978.

## Présentation
La Nissan Almera est une automobile compacte produite par Nissan en 2 générations entre 1995 et 2000. Après un restylage en 2003, sa production s'arrête fin 2006. Sa succession est assurée au Japon par la Tiida, jamais commercialisée en France métropolitaine.
Nissan préféra supprimer les deux segments des compactes et familiales et assure la vraie succession, en Europe, des Almera et Primera, par un seul SUV compact, le Nissan Qashqai.
Fin 2014, Nissan réintègre le segment des compactes car malgré la progression des crossovers et SUV, de nombreuses compactes traditionnelles réalisent toujours des volumes de vente non-négligeables  (Seat Léon, Volkswagen Golf, Peugeot 308, Ford Focus, Citroën C4,...). Cela fait plus de 8 ans que le segment des compactes Nissan a été supprimé pour laisser le champ libre au Qashqai. Nissan souhaite donc créer une nouvelle berline compacte en ressuscitant le nom de Pulsar. Cette génération de Pulsar est également appelée Pulsar C13. Le nom de code du modèle en interne lors de sa conception était B12L.
La Pulsar se situe entre la Nissan Note et le Nissan Qashqai.
C'est un modèle  qui reprend tous les codes stylistiques dynamiques de la marque mais qui manque peut-être de personnalité pour prendre des parts de marchés aux ténors de la catégorie.
Nissan arrête la production de la Nissan Pulsar dans son usine proche de Barcelone (Espagne) en juin 2018. L'accroissement de la demande pour les SUV, la diminution du marché des compactes traditionnelles et l'incapacité de la Pulsar à atteindre les volumes de ventes des leaders du segment ont contraint Nissan de se concentrer sur les Qashqai et renouvellement du Juke, sans même passer par la case restylage.

## Caractéristiques

### Motorisations
La Pulsar est proposées avec deux blocs moteurs, un bloc essence DIG-T de 115 ch ou un diesel dCi 110 ch. Mais si Pulsar Nismo présentée au dernier Mondial de Paris n'est encore qu'un concept, la compacte adoptera le moteur essence 1.6 DIG-T de 190 ch du Juke.

### Finition
La Pulsar reprend les finitions classiques Nissan: Visia / Accent / Connect Edition / Tekna.

#### Série limitée
En octobre 2017, la Pulsar reçoit une série limitée à 180 exemplaires réservée au marché français nommée Nissan Pulsar Starlight Edition.